# Bedotia marojejy
Espèce
Statut de conservation UICN

 EN B1ab(i,ii,iii,iv,v) : En danger

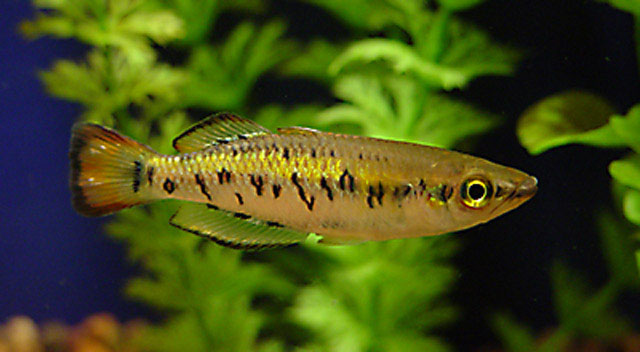
Bedotia marojejy femelle

Bedotia marojejy est une espèce de poisson d'eau douce de la famille des Bedotiidae. Cette espèce est endémique de Madagascar et se trouve dans la rivière Manantenina. Elle est menacée par la perte d'habitat.
Cette espèce a été décrite par Melanie Stiassny (en) et Ian Harrison en 2000 à partir de types prélevés dans la rivière Manantenina à la limite sud-est du parc national de Marojejy, d'après lequel l'espèce est nommée. L'espèce est considérée comme menacée (EN) d'après la liste rouge de l'UICN.